# Бережаны
Бережа́ны (укр. Бережани) — город в Тернопольском районе Тернопольской области Украины. Административный центр Бережанской городской общины. На территории города действует Бережанский государственный историко-архитектурный заповедник. Расстояние до Тернополя — 50 км.

## Географическое положение
Город Бережаны находится в западной части Тернопольской области на берегах реки Золотая Липа, ниже по течению на расстоянии в 1,5 км расположено село Посухов. К городу примыкают сёла Лесники и Рай. На реке большая запруда Бережанский Став.

## Население
По состоянию на 1 января 2025 года численность населения составляла 20,1 тысяч человек.

### Языковой состав
Родной язык населения по данным переписи 2001 года:
| Язык       | Численность, чел. | Доля     |
| ---------- | ----------------- | -------- |
| Украинский | 16 866            | 98,46 %  |
| Русский    | 234               | 1,36 %   |
| Другое     | 30                | 0,18 %   |
| Итого      | 17 130            | 100,00 % |

### Армяне в Бережанах
Армянская и армянокатолическая общины в Бережанах существовали с конца XVII века по середину XX века и были важной этнической, религиозной и экономической компонентой этого старинного галицкого города.

## История
Местность около Бережан была заселена людьми достаточно давно. На окраинах города были обнаружены остатки трех стоянок эпохи позднего палеолита. Эти данные занесены в материалы и исследования по археологии СССР, изданные в 1960 г.
В эпоху позднего палеолита люди, как правило, селились недалеко от воды, в данном случае от реки Золотая Липа, на высоких и сухих берегах, около леса. Так, археологи на горе Зверинец обнаружили остатки древней кремнёвой мастерской. Выводы о том, что это была мастерская, сделаны на основании большого количества первобытных орудий труда из кремня: резцы, скребки, ножи и множество отходов кремнёвого производства — обломков, пластинок, нуклеусов.
Первое упоминание о Бережанах относится к 1375 году, когда эти земли были переданы князем Владиславом Опольским в собственность боярину Василию Тептуховичу.
В 1530 году король Сигизмунд I позволил коронному хорунжему Николаю Сенявскому, владевшему данными местами, на месте небольшого поселения основать город с Магдебургским правом. Во времена владения городом семьи Сенявских город славился своим оборонным комплексом, а также архитектурным расцветом. После смерти последнего представителя семьи Сенявских — Адама-Николая, замок переходит в собственность Софии Сенявской и её мужа Александра Чарторыйского. Так замок с 1726 года поступает во владение семьи Чарторийских. Со второй половины XVIII века он принадлежал Любомирским, с 1816 года перешел к известной семье Потоцких.
С 1772 года, после первый раздел Речи Посполитой, Бережаны были включены в состав Габсбургской монархии.
Большое опустошение среди населения города вызвали эпидемии чумы в 1652, 1709, 1760, 1772 годах и эпидемия холеры в 1830 году. О некоторых жертвы тех стихийных бедствий упоминается в городских актах.
В 1891 году Бржежаны являлись уездным городом с населением в 9290 человек.
Во время Первой мировой войны в августе-сентябре 1916 года за город велись ожесточенные бои.
После распада Австро-Венгрии, с 1920 до сентября 1939 года город был административным центром Бережанского повята Тарнопольского воеводства Польши.
17 сентября 1939 года РККА перешла польскую границу, 27 октября 1939 года в Бережанах была установлена Советская авласть. Также, в октябре 1939 года здесь началось издание местной газеты.
С 14 ноября 1939 года Бережаны — в составе Украинской Советской Социалистической Республики Союза Советских Социалистических Республик.
22 июня 1941 года началась Великая Отечественная война 1941—1945 годов. Жизнь города перестраивалась на военный лад. 3 июля 1941 года город был оккупирован наступавшими немецкими войсками. 
Первое массовое убийство евреев в Бережанах произошло 1 октября 1941 (в Йом-Кипур), когда было расстреляно 500—700 человек. Во время второй «акции», 18 декабря 1941 года, было убито еще около 1200 евреев. В январе 1942 года в Бережанах было создано еврейское гетто. Оно было ликвидировано 12 июня 1943 года, когда были убиты последние 1500 евреев города. 
22 июля 1944 года город был освобождён войсками 1-го Украинского фронта в ходе Львовско-Сандомирской наступательной операции 13.07-29.08.1944 г.: 1-й гвардейской армии — 127-й сд (генерал-майор Говоров, Иван Павлович) 107-го ск (генерал-майор Д. В. Гордеев).
5-6 февраля 1945 года в городе проходило совещание руководства Главного провода ОУН(б) с участием главнокомандующего УПА Романа Шухевича.
В 1969 году население составляло 14,3 тыс. человек, действовали стекольный завод, мебельный комбинат; предприятия пищевой промышленности (овощесушильно-консервный комбинат, маслосыродельный завод), техникум механизации и электрификации сельского хозяйства и медицинское училище.
В январе 1989 года численность населения составляла 16 880 человек, основой экономики в это время являлись стекольный завод, мебельный комбинат и предприятия пищевой промышленности.
В мае 1995 года Кабинет министров Украины утвердил решение о приватизации находившихся в городе завода «Микрон», АТП-16137, консервного завода, райсельхозтехники и ПМК № 113, в июле 1995 года было утверждено решение о приватизации птицеводческого совхоза.
13 мая 2015 года Постановлением Верховного Совета Украины Бережаны получили статус города областного значения.
В ходе административно-территориальной реформы в Украине, в 2020 году Бережанский район был упразднён, а город стал административным центром Бережанской городской общины Тернопольского района.

## Экономика
- Завод «Микрон».
- Бережанский кирпичный завод.
- Бережанский хлебозавод, ОАО.
- Бережанская мебельная фабрика, ОАО.
- Бережанский маслозавод, ОАО.
- Бережанский консервный завод
- «Дукат-Евро», ООО.
- Воинская часть.
- Бережанская исправительная колония № 141[20].

## Объекты социальной сферы
- Школа № 1.
- Школа № 2.
- Школа № 3.
- Школа.
- Школа-интернат.
- Специализированная школа І ст.
- Бережанский агротехнический колледж Национального аграрного университета.
- Больница.

## Памятники архитектуры
Памятники архитектуры города объединены в историко-архитектурный заповедник. Это:
- Бережанский замок, построенный Николаем Сенявским в 1530-е годы и служивший семейным гнездом рода Сенявских, уже давно находится в плачевном состоянии. Во время Первой мировой войны в его стенах дислоцировались военные части и он часто подвергался артиллерийским обстрелам. Проекты реставрации замка готовились ещё в XIX веке, но и в XXI столетии катастрофическое состояние Бережанского замка и костёла при нём продолжают углубляться.

- Армянский костёл. Возведен в 1764 году, на месте деревянной церкви, стараниями Деодата Горбача. Зданию присуща барокково-рококовая эклектическая стилистика. Стены, окружающие церковь, указывают на оборонительное использование сооружения. Во время пожара в Бережанах в 1810 году внешняя сторона костёла была сильно повреждена, но через 50 лет ей вернули первоначальный внешний вид. До наших дней костел хорошо сохранился.

- Бернардинский монастырь. Возведен в стиле барокко. Строительство начато в 30-х годах XVII века, завершено в 80-х годах. Центральное архитектурное сооружение монастыря — Николаевский костел. С 1742 года монастырский комплекс обнесен каменными стенами. Это было вызвано тем, что городская линия фортификационных укреплений проходила вблизи монастырского комплекса, а также вблизи парафиального и армянского костелов. Указанные обстоятельства превращали их в отдельные элементы оборонительной системы города. Современная участь бернардинского комплекса трагична. Его расположение на территории колонии для несовершеннолетних исключает любые реальные возможности реставрации и обустройства памятника истории.

- Церковь Пресвятой Троицы. Греко-католическое культовое сооружение, расположенное в центре города, фасадом к площади Рынок. Построена в первой половине — середине XVII века. Первоначальный внешний вид её имел готически-ренессансные формы, а также эклектические стилевые традиции, но частые перестройки (1748—1768, 1810, 1830, 1860 годы), привели к их нивеляции. Последняя перестройка состоялась на протяжении 1893—1903 годов и с этого времени церковь святой Троицы приобрела современный внешний вид.

- Бережанская ратуша. Возведена в 1803—1811 годы в раннеклассическом стиле. Представляет собой двухэтажное прямоугольное здание с двухъярусной башней и внутренним двором. Первый этаж занимали магазины, а второй — помещения гимназии, располагавшейся здесь до 1925 года.

- Костел Св. Петра и Павла. Сооружен в 1600-20 гг по проекту П. Римлянина, как костел Рождества Богородицы. Имеет ярко выраженный фортификационный характер, поскольку входил в систему городских укреплений. Колокольня перестроена из оборонной башни в 1741 году. В советское время здесь был спортзал. Сейчас храм вновь принадлежит католической общине города, освящен в честь Святых Петра и Павла.

Интересными образцами стиля ампир являются несколько бережанских жилых домов с мансардами и «пухлыми» колоннами. Время их появления — конец XVIII — начало XIX века. Архитектурный модерн представлен в Бережанах несколькими объектами. Наиболее ярко модерновая стилистика выражена в возведенном в начале XX века здании кассы взаимопомощи (в настоящее время — помещение банка).
|                          |                    |                   |                 |                                 |
| Церковь Пресвятой Троицы | Бережанская ратуша | Бережанский замок | Панорама города | Бережанский замок в нач. XX ст. |

## Гербы
Современный герб города утвержден 20 июня 1995 года решением № 71 VI сессии городского совета XXII созыва.

## Транспорт
Железнодорожная станция Бережаны на линии Бережаны — Потуторы с 2011 года прекратила пассажирские перевозки по маршруту Тернополь — Бережаны и является исключительно грузовой и тупиковой. Разрушенную при отступлении фашистских оккупантов линию Львов — Подгайцы на север от Бережан восстанавливать не планируется, хотя раньше такие планы были. В здании вокзала работает филиал железнодорожной кассы, находящейся в Потуторах.
Через город проходят шоссе Львов — Тернополь (М-12), а также автомобильные дороги E 50 и Т-2007.
От Бережанской автостанции имеется постоянное автобусное сообщение с городами Тернополь, Ивано-Франковск, Киев, Львов, Черновцы, Долина, Трускавец, Стрый, Рогатин, Самбор, Подгайцы, Калуш, и др.

## Города-побратимы
- Ключборк (Польша)[22]
- Ветерсфилд (США)[источник не указан 662 дня]
- Лобез (Польша)[23]

## Известные жители
С Бережанами связаны судьбы многих выдающихся деятелей культуры, науки, медицины, политики Украины и Польши. Одним из самых известных деятелей, который родился в Бережанах, тогда это была территория Польши, был Збигнев Бжезинский, чья фамилия очень похожа на название самого города.
- Святой мученик Конрад, Николай — католический святой, учительствовал в Бережанской гимназии, беатифицирован папою римским Иоанном Павлом ІІ

Здесь родились:
- Эдуард Кофлер, польский математик
- Нестор Нижанковский (1893—1940) — украинский композитор, пианист и музыкальный критик.
- Эдвард Ридз-Смиглы — польский маршал
- Исаак Штрайзанд, дед американской певицы Барбары Стрейзанд
- Самуил Гирш Маргулис (1858—1922) главный раввин Гамбурга, Гессе-Нассау и Флоренции
- Мох, Рудольф (1816—1892) — украинский поэт, общественный деятель, священник.
- Томаш Ридз, отец Эдварда Ридз-Смигли (польский маршал, главнокомандующий польскими войсками 1939 года), подофицер Австрийской армии.
- Ежак, Владимир Иванович (1857—1920) — украинский оперный и камерный певец (баритон).
- Гонгадзе, Мирослава Владимировна (1972) — украинская телеведущая, журналистка.
- Сидор Твердохлиб, украинский поэт и переводчик
- Петруский, Октав (1820—1894) — польский политический и общественный деятель. Почётный гражданин г. Бережаны (1885).
- Теодорович, Юзеф Теофил, архиепископ армяно-католического обряда, теолог, политик. Почётный гражданин города Бережаны.
- Брюкнер, Александр (1856—1939) — польский языковед.
- Скакун, Виталий Владимирович (1996—2022) — украинский военнослужащий, Герой Украины.

Здесь учились:
- Василий Иванчук
- Маркиян Шашкевич (1811—1843)
- Мирон Зарицкий (1889—1961), выдающийся украинский математик, профессор Львовского государственного университета — учился в Бережанской гимназии в 1889—1901.

Здесь жили:
- Богдан Лепкий
- Андрей Чайковский
- Потоцкий, Якуб Ксаверий, почётный гражданин
- Шолом Мордехай Швадрон, еврейский гаон
- Ян Пфистер, скульптор немецкой школы. С 1600-х годов жил и творил во Львове, позже — в Бережанах.
- Максим Кривонос в 1651 году с казацкими войсками захватил замок. Гарнизон казаков находился здесь до 1655 года.
- Пётр Первый в мае 1707 года находился в замке в гостях.
- Август II, польский король, находился здесь в гостях у Сенявских в 1698 году.

В городе находился курфюрст Саксонии и король Польши Август III Фридрих.
В 1655 году в замке находились шведские войска.